# Slawenkongress
Als Slawenkongresse bezeichnet man sogenannte Panslawische, Panslawistische, Allslawische oder Allgemeine Slawische Kongresse die mit dem Aufkommen des Panslawismus, seit dem Vorabend der Revolutionen 1848, in verschiedenen Metropolen Mitteleuropas und Osteuropas abgehalten wurden.
Diese Slawenkongresse sind nicht mit den wissenschaftlichen Slawistenkongressen zu verwechseln.

## Geschichte
In verschiedener Ausprägung auf faktisch all diesen Treffen wurde die Einheit der slawischen Völker debattiert, stets ohne echte Ergebnisse, aber beeinflusst von den z. T. rivalisierenden Vorstellungen der Anhänger des Austroslawismus, Trialismus, Panrussismus, Neoslawismus usw. und verdrängt vom Streit um Verfahrens, Tagesordnungs- und Abstimmungsverfahren.

## Liste der Slawenkongresse
Die Nummerierung dieser Konferenzen weicht voneinander ab (meistens: 1. in Prag, 2. in Moskau) – jeweils abhängig davon, welche politische Richtung zu ihnen aufgerufen hatte.
- April 1848 in Wien (1.) – offizieller Vorsitz: Ľudovít Štúr (Austroslawisten)
- Mai 1848 in Breslau – vor allem Polen
- Juni 1848 in Prag (1.) – Vorsitz: František Palacký (einziger Russe: Michail Bakunin). Dieser Kongress mündete nach der Ablehnung der Forderung nach der föderativen Umwandlung Österreichs in einen Bund gleichberechtigter Völker in den Prager Pfingstaufstand.

- 1866 in Wien (2.) – Vorsitz: Agenor Gołuchowski (Trialisten)
- 1867 in Moskau (2.) – Fjodor Dostojewski (ohne die Polen)

- 1898 in Prag (3.) – Jungtschechen
- 1908 in Prag – Tomáš Garrigue Masaryk (?)
- 1909 in Sofia
- 1910 in Petersburg

- 1942 in Moskau – Vorsitz: Josip Broz Tito, de facto aber Josef Stalin
- 1946 in Belgrad – Josip Broz Tito

- 1998 in Prag (7.)
- 2001 in Moskau (8.)
- 2005 in Minsk (9.)
- 2017 in Moskau (10.)

## Regionalkongresse in den USA
In den USA kamen weitere Kongresse slawischer Einwanderer Nordamerikas zustande: Der Zusammenschluss z. B. der Serben und Kroaten wurde 1915 in Chicago zugesagt, der von Tschechen und Slowaken 1918, dann 1944 der gemeinsame Kampf aller Slawen gegen das nationalsozialistische Deutschland.
Zahlreiche kleinere Slawenkongresse dieser oder späterer Zeiten können aber nicht (mehr) als panslawistisch, allslawisch oder allgemein bezeichnet werden.